# Secret Files: Sam Peters
Secret Files: Sam Peters è un'avventura grafica realizzata da Jörg Beilschmidt. È un interludio fra Secret Files 2 e Secret Files 3.

## Trama
Sam Peters è un personaggio secondario che si incontra in Secret Files 2. Il videogioco serve quindi a raccontare che cosa è successo alla giovane ragazza nel lasso di tempo passato tra Secret Files 2 e Secret Files 3. La giornalista andrà in una foresta alla ricerca del suo prossimo scoop, ma le cose non andranno come previsto. Come prima cosa Sam dovrà fuggire dall'isola in cui era stata fatta prigioniera. Quindi per la maggior durata del gioco il personaggio sarà da solo e dovrà cavarsela risolvendo indizi. Scoprirà creature selvagge e pericolose mai viste prima e finalmente riuscirà a salvarsi. Solo alla fine del gioco ci sarà una maggior quantità di personaggi.

## Interfaccia
È un gioco punta e clicca in terza persona, il giocatore muove Sam per tutta la durata del gioco. Gran parte degli enigmi sono relativi alla ricerca di oggetti che vanno a finire nell'inventario e che devono poi essere combinati tra loro e collocati nei punti opportuni.